# Walt Disney World Speedway
O Walt Disney World Speedway foi um autódromo localizado no Walt Disney World, próximo a Orlando. O autódromo fez parte do calendário da Indy Racing League, NASCAR Craftsman Truck Series, USAC Formula Ford 2000 e USAC Silver Crown Series.

## História

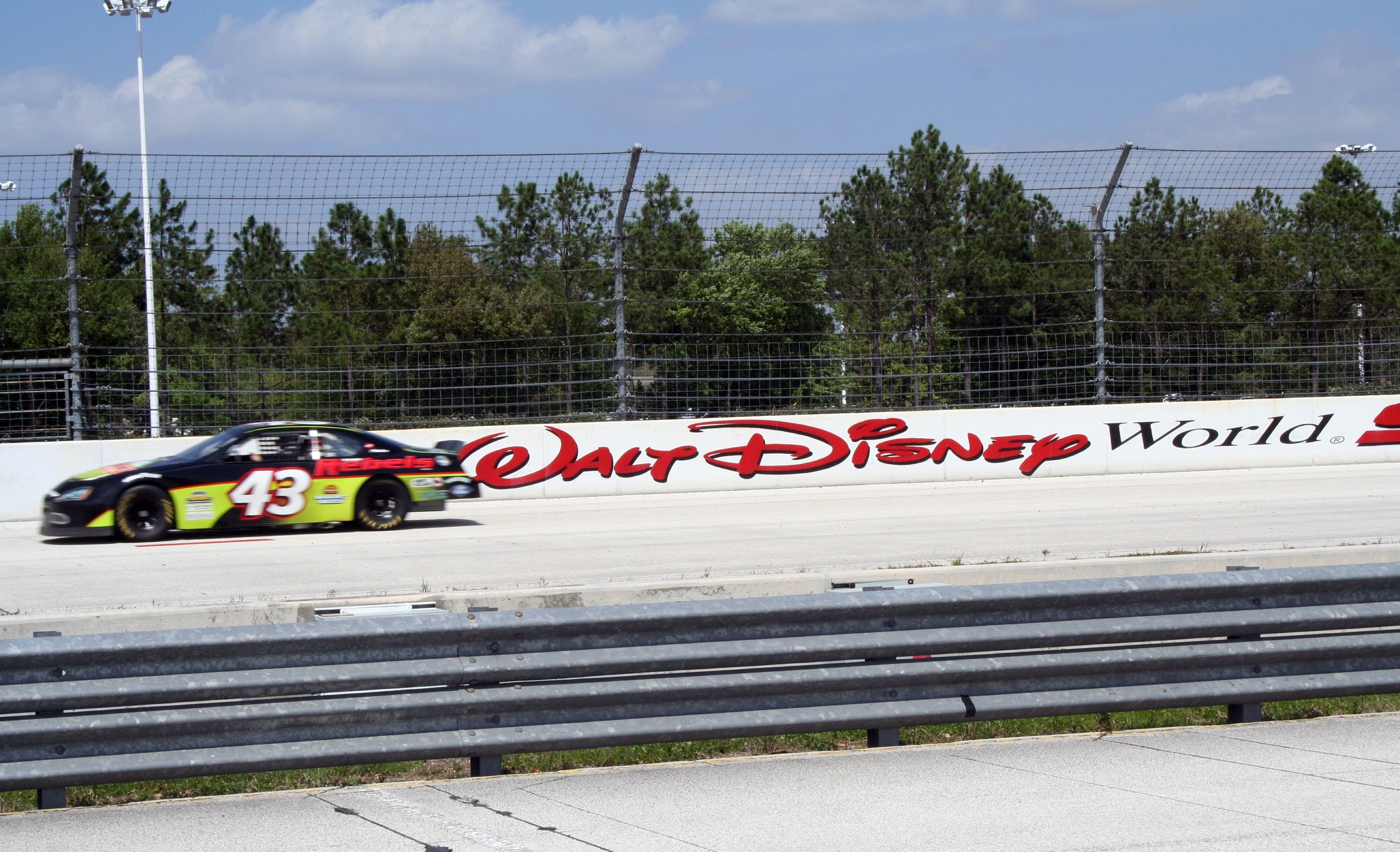
2010

Sua construção foi iniciada em 1995 e administrada pelo International Motor Speedway (IMS), de Tony George, em associação com a Disney. Hoje o circuito não existe mais.
O circuito era um tri-oval, desenhado pelo chefe de projetos do Indianapolis Motor Speedway, Kevin Forbes e quem fez a escolha do local onde seria construída a pista a partir de setembro de 1994 foi Greg Ruse da Buena Vista Construction. O traçado situava-se em um terreno triangular próximo ao estacionamento do Magic Kingdom Park. A construção foi projetada para caber dentro dos limites da infra-estrutura existente, criando um traçado dentro dos padrões mínimos estabelecidos. 
O oval foi inaugurado oficialmente em janeiro de 1996 na abertura da temporada da IRL, com a realização das 200 milhas da Walt Disney World. O evento foi disputado no último sábado de janeiro, um dia antes do Super Bowl. Era efetivamente a primeira grande corrida do ano nos Estados Unidos naquele ano. A etapa de 1996 marcava a primeira corrida da história da nova Indy Racing League. Entre 1997 e 1998, a Nascar Craftsman Truck Series organizou corridas no circuito uma semana antes do evento da IRL. Entres as corridas de apoio para ambas as corridas incluíam a Fórmula Ford 2000 e a USAC Silver Crown.

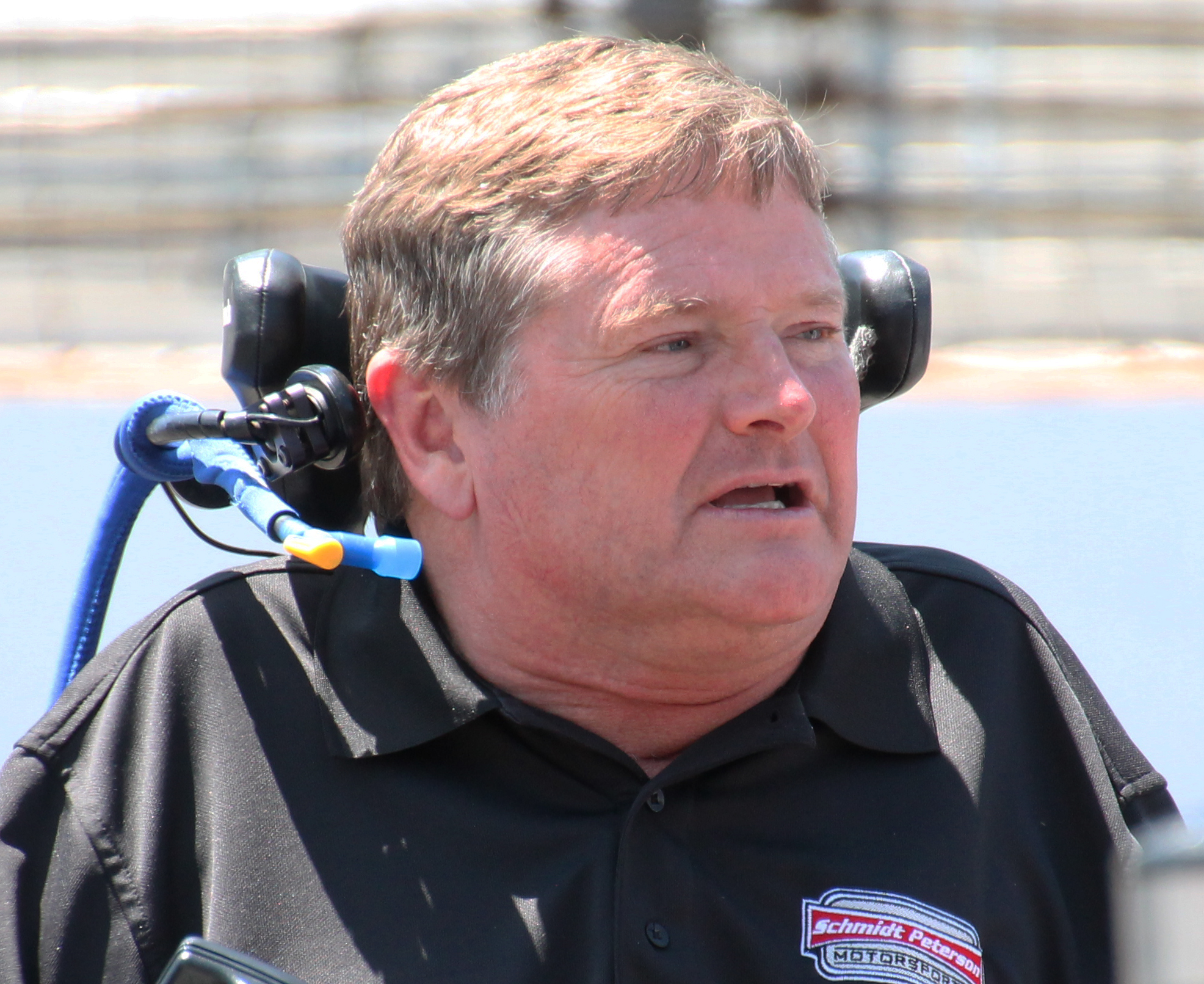
Sam Schmidt

Em 2000 foi disputada a última etapa da IRL no circuito, os motivos podem ter sido esses:
- o circuito tinha uma milha de extensão e um formato estranhíssimo para um oval, com todas as curvas diferentes entre si. Isso pode tê-lo tornado perigosíssimo, como provam os quatro acidentes muito graves ali ocorridos: dois com o piloto chileno Eliseo Salazar, um com o norte-americano Davy Jones (ficou afastado muito tempo e praticamente encerrou carreira) e um com o norte-americano Sam Schmidt (que ficou tetraplégico após o ocorrido). O acidente de Sam Schmidt aconteceu em 2000 e depois disso nunca mais a IRL apareceu por lá;

- o circuito ficava no interior da Disneyworld, em Orlando, na Florida. Pode não ter havido uma sintonia muito boa entre o funcionamento normal da Disneyworld com a movimentação no circuito para a corrida. E nem todos que compareceriam a corrida são fãs da Disney e muito menos os fãs da Disney seriam fãs de corridas;

- comparecimento de público pequeno. Arquibancadas vazias eram bastante comuns nos primeiros anos da IRL e isso pode ter convencido a Disney que realizar corridas ali não era lucrativo.

A pista então passou a ser utilizada por algumas escolas de pilotagem e para passeios pela pista a bordo de stock cars, servindo como uma atração para o público adulto que visitava a Disneyworld até ser demolida em agosto de 2015.

## Recordes

### Indy Racing League
| Tipo         | Distância           | Data                  | Piloto       | Tempo           | Velocidade média (mph) |
| ------------ | ------------------- | --------------------- | ------------ | --------------- | ---------------------- |
| Qualificação | 1 volta (1.0 milha) | 25 de Janeiro de 1996 | Buddy Lazier | 19.847 segundos | 181.388                |
| Corrida      | 200 milhas (320 km) | 27 de Janeiro de 1996 | Buzz Calkins | 1:33:30.748     | 128.748                |